# Partito Comunista (2009)
Die Kommunistische Partei (italienisch Partito Comunista, kurz: PC) ist eine 2009 entstandene Marxistisch-Leninistische Partei in Italien. 2009 als Comunisti Sinistra Popolare gegründet, nahm sie 2012 den Namen Comunisti Sinistra Popolare – Partito Comunista und 2014 ihren bis heute gültigen Namen an.

## Geschichte
Am 6. Juli 2024 gibt das Zentralkomitee der Kommunistischen Partei bekannt, dass Rizzo vom Amt des Ehrenvorsitzenden der Partei zurückgetreten ist und dass von diesem Zeitpunkt an Mitglieder der Kommunistischen Partei nicht mehr gleichzeitig in die Souveräne Volksdemokratie aufgenommen werden können.

## Politische Positionen
Die Partei versteht sich als organisierte Avantgarde der italienischen Arbeiterklasse.
Sie ist politisch als auch ideologisch eng verbunden mit der KKE, dank deren Hilfe sie an den Europawahlen 2019 teilnehmen konnte.

## Parteitage und Kongresse
| Jahr | Datum            | Bezeichnung    | Ort | Anmerkung                                                                    |
| ---- | ---------------- | -------------- | --- | ---------------------------------------------------------------------------- |
| 2010 | 6. – 7. November | Kongress       | Rom | landesweites Treffen der der Comunisti Sinistra Popolare – Partito Comunista |
| 2014 | 17. – 19. Januar | I. Parteitag   | Rom | Gründungsparteitag der PC                                                    |
| 2017 | 21. – 22. Januar | II. Parteitag  | Rom | -                                                                            |
| 2020 | 8. November      | III. Parteitag | -   | aufgrund der Corona-Pandemie virtuell                                        |

## Wahlergebnisse
Die Partei nahm bisher an folgenden Wahlen teil:
| Jahr | Wahl                           | Stimmen   | %      |
| ---- | ------------------------------ | --------- | ------ |
| 2018 | italienisches Abgeordnetenhaus | 106.816   | 0,33 % |
| 2018 | italienischer Senat            | 101.230   | 0,33 % |
| 2019 | Europawahlen                   | 235.467   | 0,88 % |
| 2022 | italienisches Abgeordnetenhaus | 348.097 1 | 1,24 % |
| 2022 | italienischer Senat            | 309.403 1 | 1,12 % |
| 2024 | Europawahlen                   | 036.225 2 | 0,15 % |

## Abgeordnete
Vom 11. November 2021 bis zu den Wahlen 2022 verfügte die Partei über einen Abgeordneten im Senat. An diesem Datum trat der für die Fünf-Sterne-Bewegung gewählte Emanuele Dessì in selbige ein.

## Internationale Verbindungen
Von ihrer Gründung 2013 bis zu ihrer Auflösung 2023 war die PC Mitglied der Initiative kommunistischer und Arbeiterparteien Europas.